# Гурія (футбольний клуб)
ФК «Гу́рія» (груз. გურია) — грузинський футбольний клуб з міста Ланчхуті. Заснований у 1952 році під назвою «Колмеурне» (укр. «Колгоспник»). Виступає у Еворнулі Лізі 2 — другому дивізіоні чемпіонату Грузії. Найкраще досягнення у чемпіонатах країни — 2-ге місце у вищому дивізіоні чемпіонату в сезонах 1990 та 1991.

## Попередні назви
- 1952–1959 — «Колмеурне»
- 1960–2000 — «Гурія»
- 2000–2001 — «Гурія-Локомотив-2» після злиття «Локомотивом-2» (Тбілісі)
- 2001–2008 — «Гурія»
- 2008–2009 — «Гурія-2000»
- з 2009 — «Гурія»

## Історія
Клуб було засновано у 1952 році під назвою «Колмуерне» (укр. «Колгоспник»). Через вісім років команда отримала назву «Гурія», після чого до команди прийшли і перші великі успіхи. У 1961 році клуб з Ланчхуті переміг у чемпіонаті Грузинської РСР, а у 1966 та 1971 зробив «золотий дубль», поклавши нагороди за перше місце у кубок.
У 1967 році «Гурія» дебютувала у всесоюзних змаганнях, взявши участь у першості другої ліги чемпіонату СРСР. У 1979 році амбіційні грузини здобули перепустку до першої ліги і вже з наступного сезону почали підготовку до штурму вищої ліги. Вперше потрапити до найпрестижнішого радянського турніру їм вдалося у 1986 році, проте втримати завойовану висоту «Гурії» виявилося не під силу і команда знову понизилася у класі.
У 1989 році клуб знову здобуває путівку до вищої ліги, однак внаслідок відокремлення Грузії від СРСР так і не бере участі у наступному чемпіонаті Союзу. Натомість у першому ж чемпіонаті незалежної Грузії «Гурія» отримує срібні нагороди, а рік потому повторює свій успіх. Проте після цього справи у команди пішли не найкращим чином, і врешті-решт за результатами сезону 1998/1999 років «Гурія» залишила вищу лігу чемпіонату Грузії. За результатами сезону 2000/2001 команда з Ланчхуті на один сезон повернулася до вищого дивізіону (в той же час було змінено назву клубу через об'єднання з клубом «Локомотив-2» (Тбілісі)), однак згодом знову опинилася у першій лізі.
Під час невдалої спроби закріпитися у класі найсильніших було відновлено історичну назву клубу, а у 2008 році до неї додали приставку «2000», з якою команда проіснувала лише один сезон, після чого їй було повернено назву «Гурія».
З сезону 2013 року клуб знову виборов право виступати у вищому дивізіоні.

## Досягнення
- Триразовий чемпіон Грузинської РСР (1961,1966,1971)
- Триразовий переможець Кубка Грузинської РСР (1965,1966,1971)
- Дворазовий срібний призер чемпіонату Грузії (1990, 1991)
- Володар Кубка Грузії (1990)

## Цікаві факти
- Наприкінці 2011 року ветерани команди «Гурія» (Ланчхуті) склали відкритого листа до Бідзіни Іванішвілі[2], у якому висловили підтримку його політичній силі. Після оприлюднення листа у тижневику «Асавал-Дасавалі» на колишніх футболістів почали чинити тиск провладні структури, а у газеті «Алія» було надруковано статтю, у якій інші ветерани команди різко засуджували колишніх одноклубників через їх політичні погляди[3].

## Відомі гравці
Повний список гравців «Гурії» (Ланчхуті), статті про яких містяться у Вікіпедії, дивіться тут.
- Віктор Хлус
- Михайло Олефіренко
- Мераб Жорданія
- Ґія Ґурулі
- Отар Корґалідзе

## Відомі тренери
- Шалва Какабадзе
- Муртаз Хурцилава
- Михайло Фоменко
- Роман Покора